# Gmina Nisko
Die Gmina Nisko ist eine Stadt-und-Land-Gemeinde im Powiat Nisko der Woiwodschaft Karpatenvorland in Polen. Sitz der Gemeinde und des Powiats ist die gleichnamige Stadt mit etwa 15.300 Einwohnern.

## Geographie
Die Gemeinde liegt in der Sandomirer Senke, 80 km südwestlich von Lublin und 50 km nördlich von Rzeszów. Sie grenzt an die Stadtgemeinde Stalowa Wola, an die Stadt-Land-Gemeinden Rudnik nad Sanem und Ulanów sowie an die Landgemeinden Bojanów, Jeżowe und Pysznica. Zu den Gewässern gehört der Fluss San.
Die Gemeinde Nisko hat eine Flächenausdehnung von 142,4 km², 38 Prozent werden land- und 52 Prozent forstwirtschaftlich genutzt.

## Geschichte
Von 1975 bis 1998 gehörte die Gemeinde zur Woiwodschaft Tarnobrzeg, seit 1999 ist Nisko wieder Kreisstadt.

### Partnerstädte
- Fehérgyarmat, Ungarn
- Hecklingen, Deutschland
- Horodok, Ukraine
- Smerovo, Slowakei

## Gliederung
Zur Stadt-und-Land-Gemeinde (gmina miejsko-wiejska) Nisko gehören die namensgebende Stadt und die Schulzenämter (sołectwa) Kończyce, Nowa Wieś, Nowosielec, Racławice, Wolina und Zarzecze.

## Bildung
Die Gemeinde verfügt über ein Gymnasium (Liceum Ogólnokształcące), drei Mittelschulen (gimnazjum), neun Grundschulen  (szkoła podstawowa), zwei Kindergärten (przedszkole) und eine Kinderkrippe, außerdem über zwei Büchereien.